# Walburga Zizka
Walburga Zizka (* 17. Januar 1933 in Holzhausen an der Haide als Walburga Haas; † 4. April 1994 in Frankfurt am Main) war eine deutsche Sozialpolitikerin (CDU).

## Familie
Walburga Zizka war mit Cyril Zizka verheiratet und ist die Mutter von  Georg Zizka (* 1955), stellvertretender geschäftsführender Direktor des Instituts für Ökologie, Evolution und Biodiversität der Johann Wolfgang Goethe-Universität Frankfurt am Main sowie Ehrenmitglied der Palmengarten-Frankfurt-Gesellschaft und Peter Zizka (* 1961), Designer und Konzeptkünstler.

## Öffentliche Ämter
Nach ihrer langjährigen Tätigkeit als zivile Angestellte im Amt für Flugsicherung der Bundeswehr begann 1977 ihre Zeit in der Frankfurter Stadtverordnetenversammlung für die CDU, der sie bis zu ihrem Tod am 4. April 1994 angehörte, zuletzt als Mitglied des Präsidiums.
Walburga Zizka hat sich als bürgernahe Sozialpolitikerin im Raum Frankfurt einen Namen gemacht. Der Industriehof widmete ihr 2006 einen Straßennamen, den Walburga-Zizka-Weg.

## Ehrungen
Für ihre soziales Engagement wurde Walburga Zizka 1993 mit der Römerplakette der Stadt Frankfurt am Main in Gold und dem Verdienstorden der Bundesrepublik Deutschland ausgezeichnet.